# Jens Marni Hansen
Jens Marni Hansen (ur. 18 grudnia 1974 na Wyspach Owczych) – farerski piosenkarz, kompozytor i gitarzysta rockowy i popowy.

## Kariera
Jens Marni Hansen dorastał i wychowywał się w miejscowości Kollafjørður. Swoją karierę muzyczną zaczął w wieku ok. 10 lat i od tamtej pory grał w kilku zespołach muzycznych, takich jak m.in. All That Rain, Kjølar i Showmenn. Później zdecydował się na karierę solową. W 2008 roku wydał swój debiutancki album studyjny zatytułowany The Right Way, który okazał się „płytą roku” na Wyspach Owczych. W tym samym roku został uznany za „najlepszego farerskiego piosenkarza roku”, dzięki czemu farerską nagrodę muzyczną „Planet”. W tym samym roku wystąpił jako support przed koncertem Bryana Adamsa na Wyspach Owczach
W lutym 2010 roku Jens Marni Hansen wziął udział w duńskich eliminacjach Melodi Grand Prix do 55. Konkursu Piosenki Eurowizji z utworem „Gloria”. 6 lutego wystąpił w finale selekcji i nie zakwalifikował się do czołowej czwórki wykonawców.
Pod koniec marca 2013 roku premierę miał jego drugi album studyjny zatytułowany Anywhere You Wanna Go. W tym samym roku odbył trasę koncertową z farerską piosenkarką country Evi Tausen, a także wystąpił jako support przed koncertem zespołu Bon Jovi podczas National Footballpark w Kopenhadze. W połowie lipca 2014 roku premierę miała jego trzecia płyta zatytułowana Føroyskir Klassikarar.

## Dyskografia

### Albumy studyjne
- The Right Way (2008)
- Anywhere You Wanna Go (2013)
- Føroyskir Klassikarar (2014)